# Daihatsu Mira Cocoa
Der Mira Cocoa ist ein Kleinstwagen des japanischen Autoherstellers Daihatsu.
Am 17. August 2009 startete der Verkauf des Daihatsu Mira Cocoa im Heimatmarkt  von Daihatsu. Der in der Kategorie Kei-Car angesiedelte Kleinstwagen basiert auf dem Daihatsu Mira, hat jedoch eine eigenständige Karosserie. Das Modell löste den Daihatsu Mira Gino ab, der in Europa als Daihatsu Trevis angeboten wurde. Ähnlich wie beim Daihatsu Move "Latte" (siehe Latte macchiato) soll mit dem Namen „Cocoa“ (englisch für Kakao)  eine entspannte Atmosphäre vermittelt werden, womit insbesondere weibliche Kaufinteressenten angesprochen werden sollen.

## Mira Cocoa L675S/L685S (2009–2018)

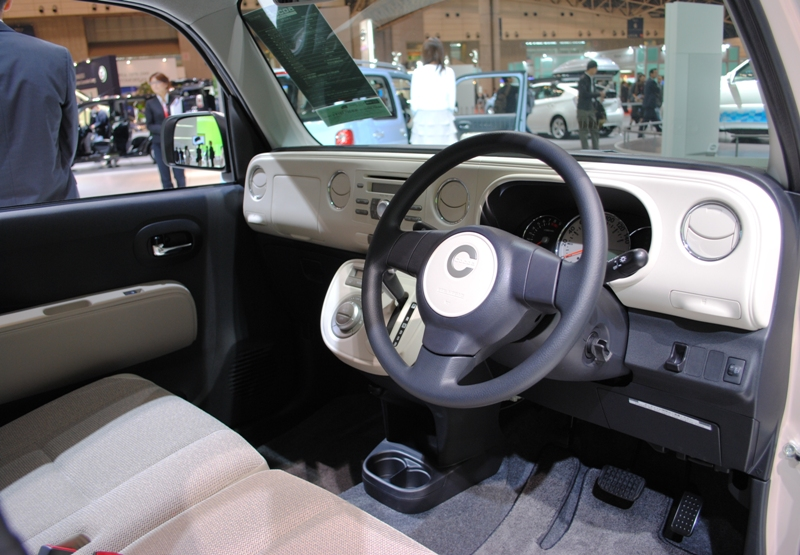
Armaturenbrett

Angetrieben wird der Mira Cocoa vom Dreizylinder-KF-VE-Ottomotor mit 43 kW (58 PS), dessen Leistung mittels CVT-Getriebe oder 4-Stufen-Automatikgetriebe an die Vorderräder und wahlweise als Allradantrieb abgegeben wird.
Serienmäßig enthält die Komfortausstattung ein CD-Radio mit MP3-Funktion, einen Bordcomputer und einen Drehzahlmesser. Neben Front- und Seitenairbags ist auch ein Antiblockiersystem Standardausrüstung.
2011 ersetzte der KF-Motor der zweiten Generation den bisherigen in der 4WD-Version und brachte eine Verbesserung der Kraftstoffverbrauchs.
Ab April 2012 kam der überarbeitete Motor aus dem Daihatsu Miraisu mit serienmäßigem Start-Stopp-System zum Einsatz. Ebenso wurde der Karosserieboden verändert, um einen niedrigeren Luftwiderstand zu erreichen. Es gab Rücklichter mit LED-Technik und ein Multi-Informations-Display gehörten ebenfalls zum Standard.
Um den Verkauf zu fördern, gab es auch den Mira Cocoa L, eine einfacher ausgestattete Variante zu niedrigem Einstandspreis.